# Frederic Linkemann
Frederic Linkemann (* 1981 in Oberstdorf) ist ein deutscher Schauspieler und Synchronsprecher.

## Leben
Linkemann wuchs in Altstädten, einem Ortsteil der Kreisstadt Sonthofen, auf. Mit 18 Jahren machte er am FOS-Theater der Fachoberschule für Gestaltung Augsburg erstmals Bekanntschaft mit der Theaterbühne. Zwischen 2005 und 2009 erlernte er die Schauspielerei an der Bayerischen Theaterakademie August Everding in München. Schon während seiner Ausbildung hatte er erste Engagements am Bayerischen Staatsschauspiel in München. 2009 debütierte er vor der Kamera in der Allgäu-Krimi-Verfilmung Erntedank als Sohn von Kommissar Kluftinger, dargestellt von Herbert Knaup. Er schloss seine Schauspielausbildung 2009 mit einem Diplom ab. 2011 spielte Linkemann den Pfleger Markus in dem preisgekrönten Fernsehfilm Blaubeerblau. Nach weiteren Fernsehproduktionen spielte Linkemann 2012 in der ZDF-Familienserie Schafkopf – A bissel was geht immer in einer tragenden Rolle den Polizisten Florian Meichsner. Es folgten Rollen in dem Kinofilm Dampfnudelblues und dem Fernsehspiel Unter Verdacht. 2013 drehte er wieder unter der Regie von Rainer Kaufmann die Fortsetzung der Fernsehfilme Das Beste kommt erst III sowie Seegrund, eine erneute Verfilmung der Kluftinger-Romane, und den Fernsehfilm Blut und Wasser. Seit 2006 arbeitet er auch als Synchronsprecher.

## Filmografie (Auswahl)
- 2009: Erntedank. Ein Allgäu-Krimi (Fernsehreihe)
- 2009: All You Need Is Love – Meine Schwiegertochter ist ein Mann
- 2011: Blaubeerblau
- 2012: Schafkopf – A bissel was geht immer (Fernsehserie, 6 Folgen)
- 2012: In den besten Familien
- 2012: Obendrüber, da schneit es
- 2012, 2014: SOKO 5113/SOKO München (Fernsehserie, verschiedene Rollen, 2 Folgen)
- 2013: Unter Verdacht: Ohne Vergebung (Fernsehreihe)
- 2013: Dampfnudelblues. Ein Eberhoferkrimi (Kino)
- 2013: Seegrund. Ein Kluftingerkrimi (Fernsehreihe)
- 2013: Beste Bescherung
- 2014: Die reichen Leichen. Ein Starnbergkrimi (Fernsehreihe)
- 2014: Die Tote aus der Schlucht
- 2014, 2016: München 7/Heiter bis tödlich: München 7 (Fernsehserie, verschiedene Rollen, 2 Folgen)
- 2015: Schwarzach 23 und die Hand des Todes (Fernsehreihe)
- 2016: Schweinskopf al dente (Kino)
- 2016: Pregau – Kein Weg zurück (Fernsehvierteiler)
- 2016: Herzblut. Ein Kluftingerkrimi (Fernsehreihe)
- 2016: Die Bergretter (Fernsehserie, Folge Zu kurz gekommen)
- 2017: Polizeiruf 110: Einer für alle, alle für Rostock (Fernsehreihe)
- 2017: Hindafing (Fernsehserie, 5 Folgen)
- 2017: Grießnockerlaffäre (Kino)
- 2017: Tatort: Hardcore (Fernsehreihe)
- 2018: Sauerkrautkoma (Kino)
- 2018: Wackersdorf (Kino)
- 2018: Matula – Der Schatten des Berges
- seit 2018: Servus Baby
- 2019: Kommissarin Lucas – Polly (Fernsehreihe)
- 2019: Leberkäsjunkie (Kino)
- 2019: Eine ganz heiße Nummer 2.0 (Kino)
- 2019: Sweethearts (Kino)
- 2019–2024: Toni, männlich, Hebamme (Fernsehreihe)
  - 2019: Allein unter Frauen
  - 2019: Daddy Blues
  - 2020: Sündenbock
  - 2020: Eine runde Sache
  - 2021: Nestflucht
  - 2021: Gestohlene Träume
  - 2023: Eine Klasse für sich
  - 2023: Mächtig schwanger
  - 2024: Baby im Korb
  - 2024: Das Glück der Anderen
- 2020: Die verlorene Tochter (Fernsehserie, 4 Folgen)
- 2020: Freaks – Du bist eine von uns (Kino)
- 2021: Nachtschicht – Blut und Eisen (Fernsehreihe)
- 2021: Beckenrand Sheriff (Kino)
- 2022: Die Wannseekonferenz
- 2022: Gesicht der Erinnerung
- 2022: Guglhupfgeschwader
- 2022: Einfach mal was Schönes
- 2023: Tatort: Die Nacht der Kommissare
- 2023: Das Boot
- 2023: Morin (Fernsehfilm)
- 2023: Der Pass (Fernsehserie)
- 2023: Neue Geschichten vom Pumuckl (Fernsehserie)
- 2024: Polizeiruf 110: Funkensommer
- 2025: Zweigstelle
- 2025: Sturm kommt auf (Fernsehfilm)